# 延坪岛炮战
37°40′0″N 125°41′47″E / 37.66667°N 125.69639°E
延坪島炮戰（：／；又稱「延坪島炮擊事件」或「延坪島事件」），是2010年11月23日14時30分左右發生在大韓民國延坪島及周遭海域的軍事衝突。韩国在年度例行军事演习中发射数十枚炮弹后，朝鲜随即炮击韩国的延坪岛炮兵陣地，韩国亦還擊了80多炮，双方开始进行互射。朝鲜发射的炮弹共計170餘枚，其中60枚命中延坪岛。延坪岛上平民陆续撤离，韩国出动F-16战斗机前往延坪岛海空进行巡逻。

## 背景
自從朝鮮人民軍與聯合國軍在韓戰中達成停戰協定以後，朝鲜和韩国海上界线的划定一直未能取得進展。韩国劃設海上北方分界線，朝鲜亦主张南方警戒线，但双方的界线均未得到国际社会的认同。
朝鲜政府不承認韩国主张的北方分界線，並且宣稱擁有此線南侧由韓國支配的富含漁獲量的延坪島及其周邊海域的主權，历史上朝韓雙方多次在韩国設定的海上北方分界線周圍進行軍事行動，而韩国同樣不承認朝鲜主张的南方警戒线。從1990年代末至2000年代初期，双方軍隊以擁有此海域的主權為理由，在双方主张的分界線中间即争议海域進行活动，引起第一次延坪海戰、第二次延坪海戰等軍事衝突。
2009年11月10日，朝鮮人民軍海軍與韓國海軍在大青島海域發生海戰。2010年在此海域附近所發生的天安號沉沒事件，由於韓美等國認定該艦是被朝鲜微型潛艇擊沉，從而使此海域的緊張對峙局面升級。

## 衝突

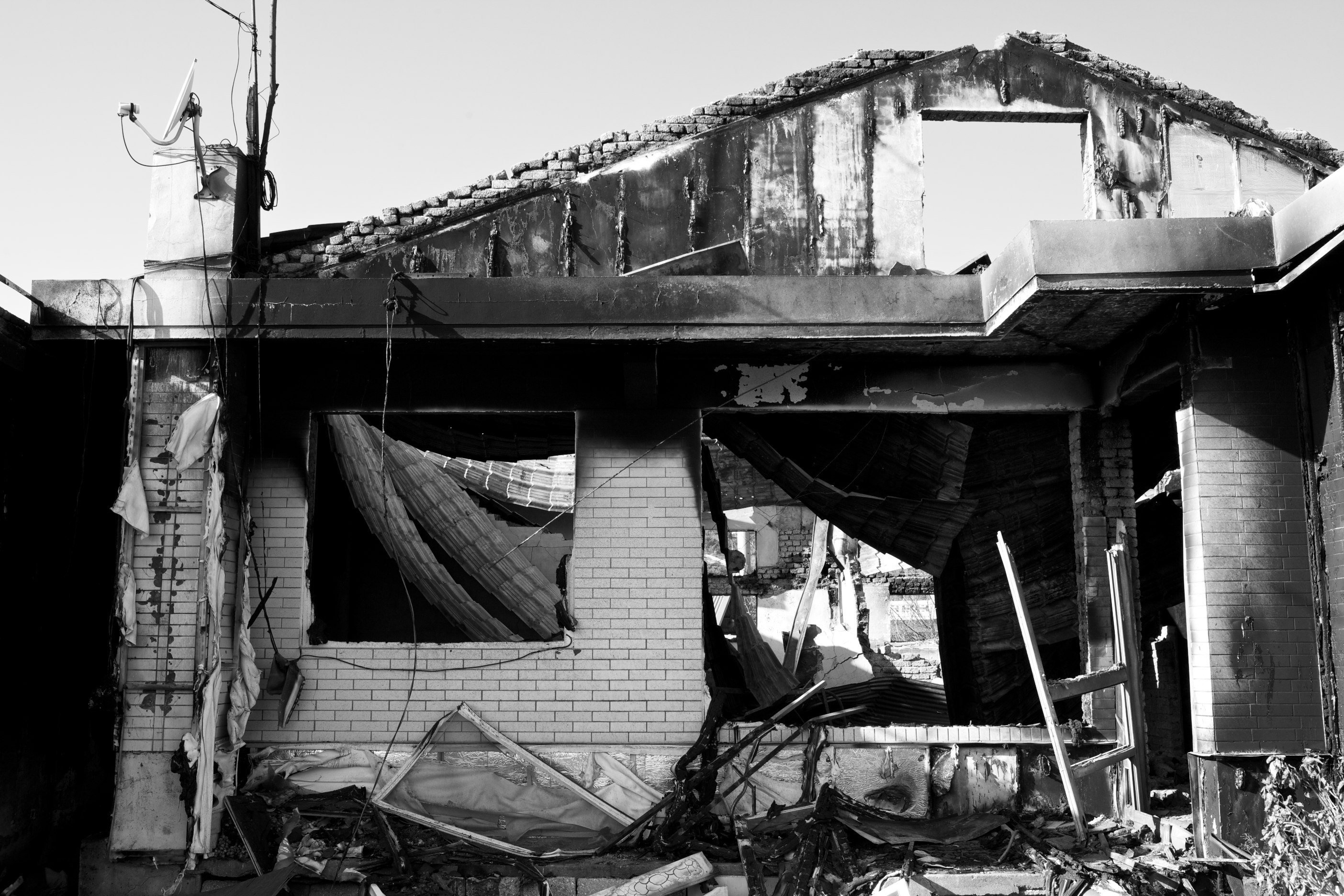
遭炮擊的島上建築物

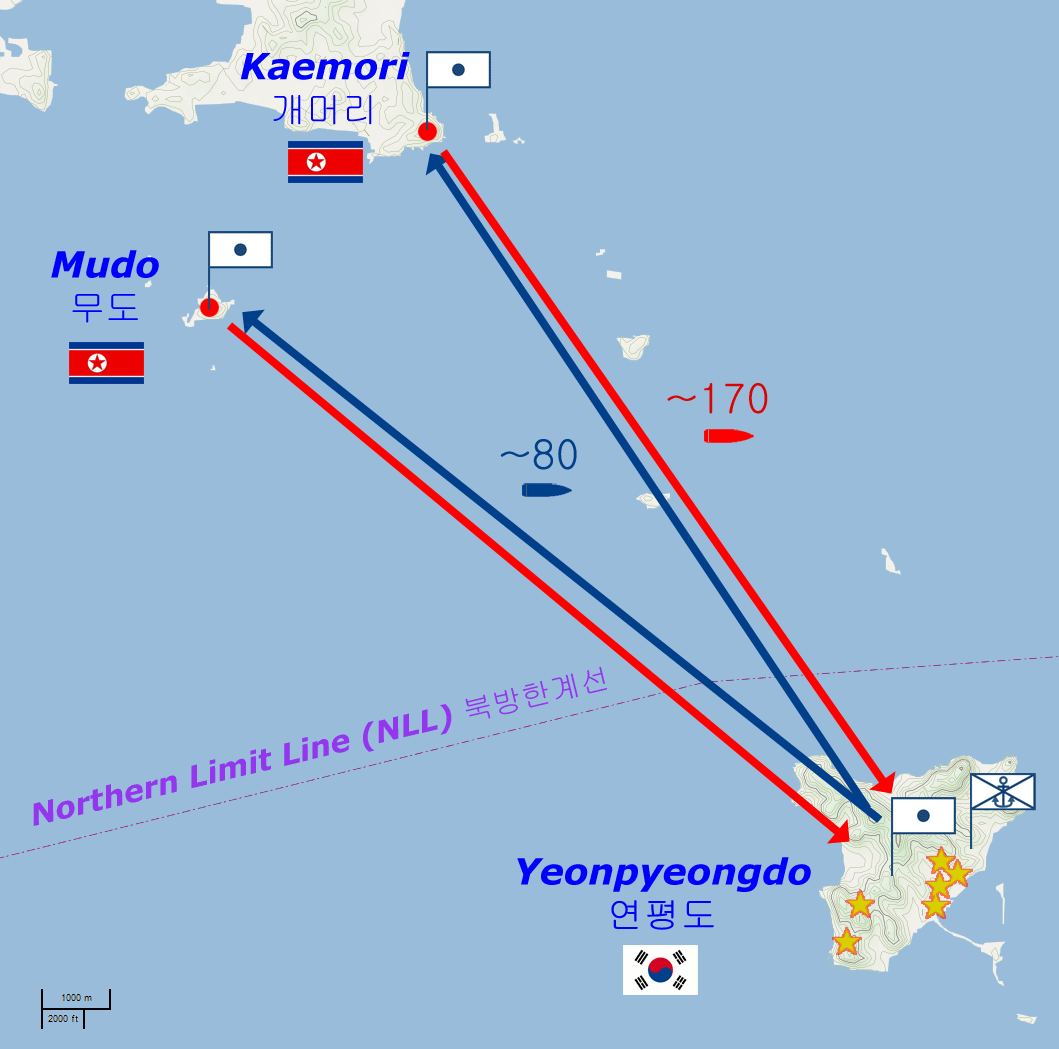
2010年11月23日延坪岛炮击示意地图

据报道，21日金正恩视察了该地区的炮兵部队（炮战“金正恩式打击”）。2010年11月23日上午10時，韩国在延坪島附近海域上進行已預定年度例行的軍事砲擊演習。當日，北韓曾要求韓國停止有關軍事演習并宣称说不会容忍对自己领海的炮击，但韩国方面不予理會，并向韩国一方的水域进行了发射炮弹的演习，据一名韩国军官称，演习发射的炮弹是避开朝鲜而偏向南发射的。岛上驻扎的韓國海軍陸戰隊上校说是向西南方向发射。
在当日时间下午约2點34分，朝鮮人民軍開始向韓國延坪島炮兵陣地射擊。延坪島上的韓國軍事設施隨即在砲擊中起火，南韓方面立刻用K-9自行火炮（六辆中共有四辆正常开火）向朝鲜海岸炮部队基地還擊。朝鮮遭到韓國還擊後，隨即又進行了還擊。朝鲜的砲擊造成延坪島上多處居民区停電与火灾，据脫北者说共发射了108发。
韓國的砲擊也造成了朝鮮方面的損失。南韓軍方命令疏散平民躲進防空洞內，且快速重新組織在島上的戰力，並迅速派遣F-15K、F-16戰鬥機協防空域。
|                                         | 在我們（南韓）的軍隊進行砲擊演習後一陣子，來自北韓的砲彈便开始飛進島內了。 |
| ——吳樹偉（Woo Soo-Woo的音譯，島上住民） |                                                                            |

据2012年3月16日中央日报转引劳动报报道，金正恩是当时北朝鲜炮击的指挥者，并称“他用非凡的智慧击败了敌人的挑衅，将延坪岛化为火海。”

## 雙方損失

### 韓國
本次砲擊造成延坪島上多人傷亡，兩名南韓士兵死亡，至少13名軍人受傷（三人重傷），11月24日在島上再發現兩具燒焦的屍體，確認是當地的工地工人，令事件增至四人死亡，另外至少有20多人受傷。攻擊行動同時造成島上多處起火。

### 朝鲜
朝鲜方面一直未公布己方延坪島傷亡情况。但2011年11月23日在日本朝鲜人总联合会下属的《朝鲜新报》（조선신보）声称：朴永洙等5名人民军战士日前被追授“延坪島海战烈士”，记一等功。还称这5人“被南朝鲜傀儡军的火炮击中身亡”。據衛星照片顯示，韓軍砲擊15枚命中舞島海岸砲基地。一位曾在北韓砲兵服役的脫北者說：“北韓砲兵部隊在射擊後7分鐘內立刻後退。”而韓軍在遭到北韓第一輪砲擊13分鐘後才開砲還擊，因此韓軍是向空地開砲。

## 後續
朝韩的本次武装冲突也影響全球金融市場，亞洲股市迅速走跌，美元隨之升值。南韓央行在砲擊之後也迅速召開緊急會議，討論本次事件對金融市場的衝擊與因應措施。
11月24日，韩美两国首脑通电话，决定“近日内”实施韩美联合军事演习，并提高演习力度。11月25日，各国媒体报道，韩美联合军事演习将在韩国西海（即中国黄海）举行，美国的航空母舰将参加此次军事演习。隶属美军第七舰队的乔治·华盛顿号航母以及提康德羅加級巡洋艦（考佩斯号、夏洛号）、伯克級驅逐艦（斯特蒂姆号、菲茨杰拉德号）等将组成航母战斗大队。据分析，此次美国航空母舰参加军演主要是针对中国，意在向中国传递訊息，要求中国积极向朝鲜施压。
11月24日，中華人民共和國外交部长杨洁篪以“日程原因”推遲了原预定于11月26日抵达韩国的访问行程。据《朝鲜日报》的报道，“外交界普遍认为，这是对乔治·华盛顿号航母参与西海军演的抗议”。
韩国青瓦台在11月25日示，总统李明博接受了国防长官金泰荣的辞呈。
当地时间2011年8月10日下午一时许，朝鲜向“北方界线”海上发射了海岸炮。对此，韩国军方进行了回射，下午兩點用K-9炮进行应对射击，共发射三枚炮弹。韩军和当地居民均未受损失。同日下午7点46分许，朝鲜又向“北方界线”海上发射了三枚海岸炮，韩国军方对此进行了回射反擊。
2012年2月16日，朝鲜官方媒体《劳动新闻》以刊登外国人来信的方式，证实“在2010年的延坪岛炮击事件中，金正恩亲自指挥朝军回应韩方军事挑衅”。这是朝鲜首次实名提到延坪岛炮击事件是由金正恩主导指挥的。
2013年9月13日，韓國的《朝鮮日報》社論指出，當時韓國國軍雖然有6輛K-9自走砲車駐紮於延坪島，但是有三輛故障無法發射，剩餘三輛只發射一次後便炮體發熱，平均90秒只能發射一枚砲彈，而砲兵觀測雷達也故障，導致發射的80發砲彈中有50發並未命中目標。

## 誤判爭議
朝鮮官方稱2011年8月10日的事件是南韓軍方將工地爆破誤判為炮擊，並指出這是南韓方面蓄意的陰謀。
南韓軍方聲稱利用高科技設備取得證據，再次確認朝鮮方面的炮擊確實存在，並非朝鮮官方所稱的南韓軍方設備落後，誤把工地爆破偵測為炮擊。

## 各方表态
- ：韓國政府於事件發生後發出「非戰時最高警戒級別」，并考虑是否将此问题提交联合国[33]。
- ：朝鮮人民軍最高司令部於11月23日指出韓國不理會朝鮮反對，執意舉行軍事演習，並向朝鮮領海發射炮彈，作出軍事挑釁行為，故此朝鮮作出反制行動，並稱日後韓國軍隊若再侵犯朝鮮領海，朝鮮將毫不猶豫地以軍事打擊作為回應[34]。
- 联合国：联合国秘書長潘基文譴責襲擊，形容這是韓戰結束以來最嚴重的事件之一，並對事件令朝鲜半岛局勢升級表示關切，呼籲雙方保持克制。同時，他對襲擊中有人遇難表示遺憾，對死者及其家屬表示同情[35]。
- 美国：美國白宮發表聲明強烈譴責這次攻擊，並呼籲朝鮮停止好戰行徑[36]。
- 中国：外交部在炮击事件當日举行例行记者会，发言人洪磊表示，中方注意到有关报道，对事态表示关注，对事件造成人员伤亡和财产损失感到痛心和遗憾，对事态发展感到忧虑。希望各方保持冷静克制，共同致力于维护朝鲜半岛的和平稳定[37][38][39]。 中華人民共和國朝鲜半岛事务特别代表武大伟11月28日举行记者会表示[40]，中方建议12月上旬在北京举行六方会谈团长紧急磋商[41]。
- 法國：法国外交部部长米谢勒·阿利奥-玛丽表示，法国呼吁朝鲜停止挑衅，并坚决谴责朝鲜周二向韩国延坪岛发射炮弹的行为[42]。
- 英国：英国外交大臣威廉·黑格对朝鲜行为表示谴责，并称此举将导致朝鲜半岛局势进一步紧张[43]。
- 德国：德国外长威斯特威勒当天对朝鲜向韩国发射炮弹事件表示“担忧”，称这将威胁地区和平[43]。
- 日本：日本首相菅直人下令各大臣做好準備，應付事件引發的各種情況[44]。
- 俄羅斯：俄罗斯表示关注这一事件，希望不会激化朝鲜半岛的局势[45]。
- 越南：外交部发言人阮芳娥说，越南希望各有关方面为朝鲜半岛上的和平与稳定做出努力，通过和平谈判来解决所有争端。她强调：“越南对2010年11月23日在朝鲜半岛上发生的发射炮弹一事深表忧虑。越南反对在国际关系中使用和威胁使用武器的所有行动以及损害无辜平民的所有军事行动”[46]。
- 菲律賓：菲律宾军方24日宣布，只要总统一声令下，菲律宾军方随时可以出兵前往韩国，共同对抗“挑衅的朝鲜”[47]。
- 墨西哥：外交部23日以政府名义发表声明，对于朝鲜攻击延坪岛导致韩国军人和居民死伤，表示遗憾，要求朝鲜根据联合国安理会的决议，立即中断敌对行为。墨西哥政府还敦促朝鲜根据安理会决议，中断以战争为目的的核武计划，重返六方会谈，并对此次事件造成的人员伤亡，向韩国政府和国民表示了慰问。
- 巴西：总统卢拉在当天出席的活动上强烈谴责朝鲜的武力挑衅，表示巴西反对任何不尊重他国主权的行为。
- 巴拉圭：外交部发表声明，对于朝鲜炮击延坪岛，导致兩名军人阵亡，数十名军人和居民受伤，表示谴责。呼吁朝鲜立即中断敌对行为，为恢复韩半岛的和平，重返谈判桌。
- 秘魯：外交部当天以政府名义发表声明，强烈谴责朝鲜炮击延坪岛，并强调，秘鲁政府再次阐明其对于联合国宪章的坚定立场，即遵守国际法和法规，克制违背联合国精神的武力行为或威脅。阿兰·加西亚总统计划与李明博取得联系，表明对韩国政府的支持，并向死者表示了哀悼[48]。